# 앤드리애노프 제도

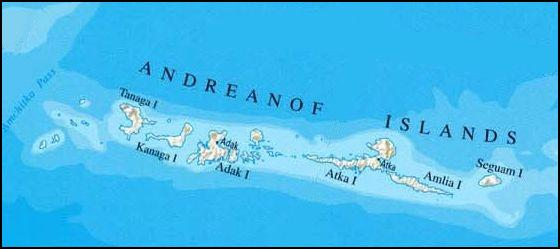

앤드리애노프 제도(Andreanof Islands)는 알류샨 열도에 속해 있는 섬들의 무리로, 알래스카주의 남서쪽에 위치해 있으며 랫 제도와 폭스 제도 사이에 위치해 있다.
앤드리애노프 제도에 속해 있는 델러로프 제도는 앤드리애노프 제도의 가장 최서단에 위치한 섬들로, 작은 소군도로 구성되어 있다.
가장 큰 섬은 서쪽에서 동쪽으로 가면 갈렐로이섬(Gareloi), 아마티기스섬(Amatigis), 터내가섬(Tanaga), 캐너가섬(Kanaga), 에이댁섬(Adak Island), 태걸라크섬(Tagalak), 대시트킨섬(Great Sitkin), 애트카섬(Atka Island), 앰리아섬(Amlia), 세괌섬(Seguam)이다.
이 섬들은 항상 안개로 끼어있고 계속 바람이 부는 섬들이어서 나무는 자라지 않는다. 이 섬들은 1761년에 이곳을 처음 방문한 러시아인 탐험가 안드레이안 톨스티크의 이름을 따서 붙여졌다.
제2차 세계 대전에는 몇몇 섬들이 미군 기지로 이용되었다. 에이댁섬에서 근거를 둔 미군기지는 1995년까지는 영구적으로 폐쇄되었다.